# Licia Bradamante

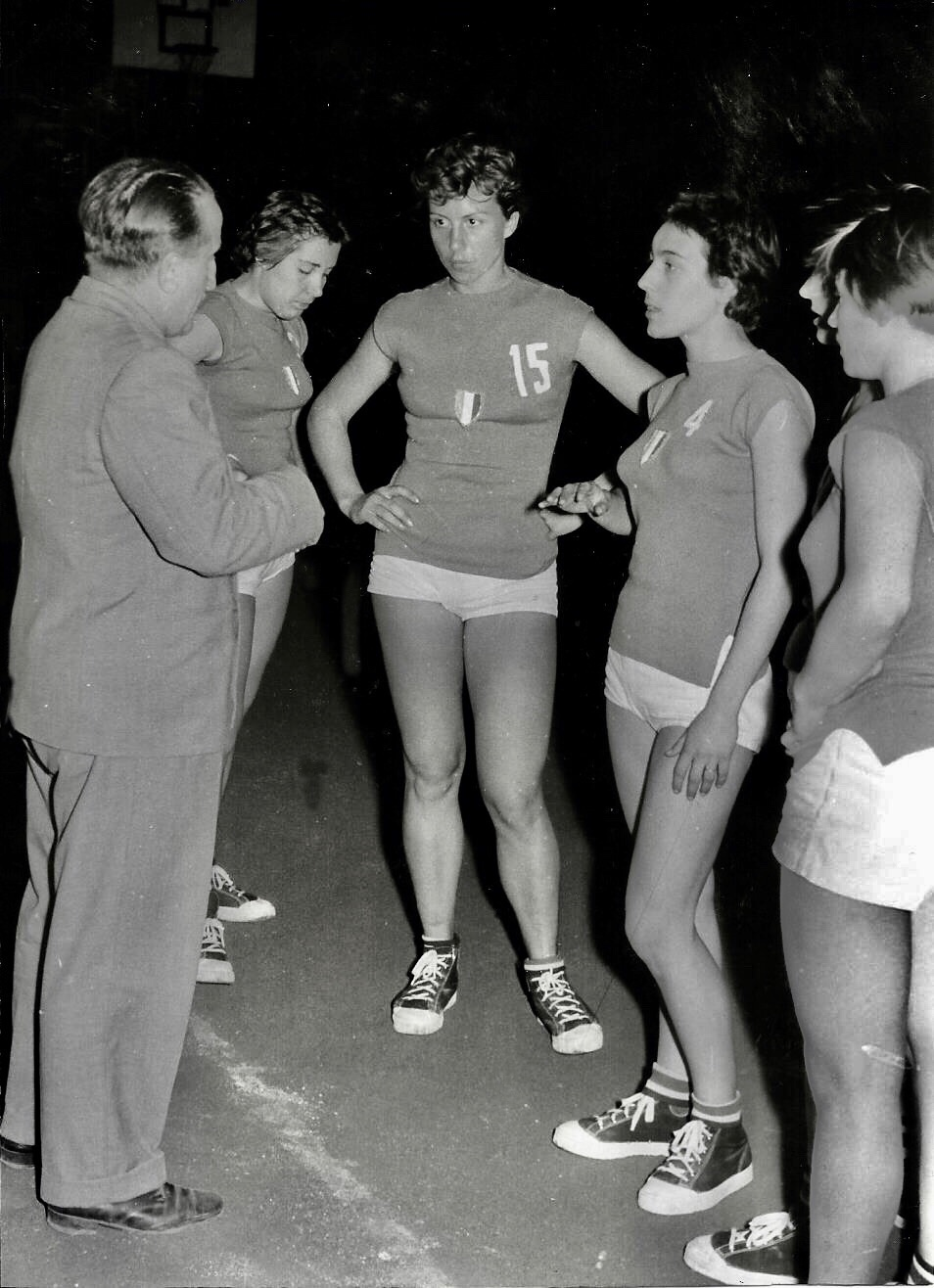

Licia Bradamante (Trieste, 5 novembre 1930 – Roma, 15 aprile 2016) è stata una cestista italiana.

## Carriera
Ha disputato quattro edizioni dei Campionati europei (1950, 1952, 1954, 1956) con l'Italia.